# 하트구

하트 구의 위치

하트구(영어: Hart District)는 잉글랜드 햄프셔주에 위치한 비도시 자치구로 중심 도시는 플릿이며 인구는 93,325명(2014년 기준), 면적은 215.3km2이다.